# Каррі Рямьо
Каррі Рямьо (Рамо) (фін. Karri Rämö; 1 липня 1986, м. Асіккала, Фінляндія) — фінський хокеїст, воротар. Виступає за «Калгарі Флеймс» у Національній хокейній лізі.
Вихованець хокейної школи «Кієккорейпас». Виступав «Пеліканс» (Лахті), ГПК (Гямеенлінна), «Хаукат», «Спрингфілд Фелконс» (АХЛ), «Тампа-Бей Лайтнінг», «Норфолк Адміралс» (АХЛ), «Авангард» (Омськ).
В чемпіонатах НХЛ — 139 матчів, у плей-оф — 7 матчів.
У складі національної збірної Фінляндії учасник чемпіонатів світу 2008 і 2009 (1 матч). У складі молодіжної збірної Фінляндії учасник чемпіонату світу 2006. У складі юніорської збірної Фінляндії учасник чемпіонату світу 2004.
Досягнення
- Бронзовий призер чемпіонату світу (2008)
- Срібний призер чемпіонату Росії (2012)
- Чемпіон Фінляндії (2006).